# Leibnitzia
Leibnitzia är ett släkte av korgblommiga växter. Leibnitzia ingår i familjen korgblommiga växter.
Kladogram enligt Catalogue of Life:
| Leibnitzia | \| \| Leibnitzia anandria \| \| \| \| \| \| Leibnitzia knorringiana \| \| \| \| \| \| Leibnitzia lyrata \| \| \| \| \| \| Leibnitzia occimadrensis \| \| \| \| \| \| Leibnitzia pusilla \| \| \| \| |
|            | \| \| Leibnitzia anandria \| \| \| \| \| \| Leibnitzia knorringiana \| \| \| \| \| \| Leibnitzia lyrata \| \| \| \| \| \| Leibnitzia occimadrensis \| \| \| \| \| \| Leibnitzia pusilla \| \| \| \| |
|            | Leibnitzia anandria |
|            | |
|            | Leibnitzia knorringiana |
|            | |
|            | Leibnitzia lyrata |
|            | |
|            | Leibnitzia occimadrensis |
|            | |
|            | Leibnitzia pusilla |
|            | |

## Bildgalleri

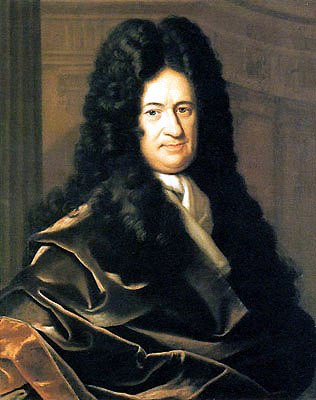